# Austin Clarke
Austin Clarke (Saint James, 26 luglio 1934 – Toronto, 26 giugno 2016) è stato uno scrittore e saggista barbadiano naturalizzato canadese.

## Biografia
Nasce nella parrocchia di Saint James, in Barbados, dove vive e studia sino al 1955, quando si trasferisce in Canada per studiare Letteratura presso la University of Toronto. Lavora come reporter nelle cittadine di Timmins e Kirkland Lake (Ontario), poi viene assunto come giornalista freelance dalla Canadian Broadcasting Corporation, il principale servizio pubblico radiovisivo canadese.

## Opera
Esordisce come scrittore nel 1964 con il romanzo The Survivors of the Crossing, cui seguono Amongst Thistles and Thorns nel 1965 e The Meeting Point nel 1967. Nel 1997 per The Origin of Waves (L'origine dell'onda, inedito in Italia) vince il prestigioso Rogers Writers' Trust Fiction Prize, battendo scrittori del calibro di Mordecai Richler e Elizabeth Hay. Nel 1998 gli viene conferita la massima onorificenza canadese, l'Ordine del Canada, poi nel 1999, per The Question (La Domanda, ib.) viene nominato nella sezione Fiction del Governor General's Awards, edizione del 2000, quell'anno presentato anche da Adrienne Clarkson: il premio viene vinto da Michael Ondaatje, che ha la meglio anche sulla favorita Margaret Atwood. Nel 2002, infine, con il romanzo The Polished Hoe (La zappa lucidata, ib.) centra due importanti obiettivi: lo Scotiabank Giller Prize e il Commonwealth Writers' Prize.